# Euainetos
Euainetos o Eveneto (in greco antico: Ευαινετος?), (... – 345 a.C.) è stato un medaglista greco antico attivo in Sicilia negli ultimi decenni del V secolo a.C..

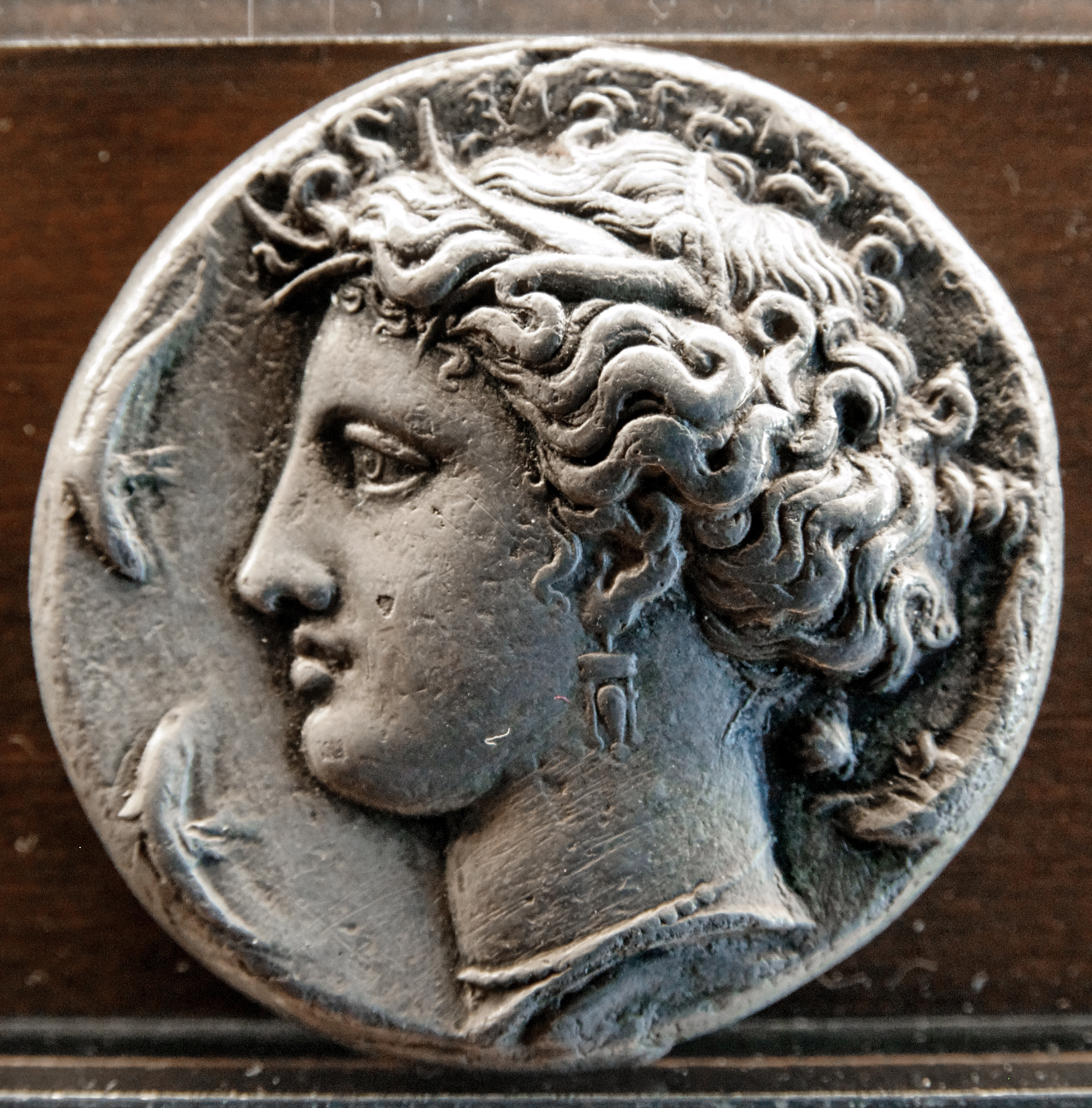
Decadramma di Siracusa in argento, circa 400 a.C. (Musée des Beaux-Arts de Lyon).

È  famoso per la sua produzione di decadracmi di Siracusa con la testa di Aretusa che sono considerati da tempo tra i capolavori della numismatica antica.
(Johann Joachim Winckelmann, 1764, Geschichte der Kunst des Altertums :)
Secondo Head:
(Barclay Vincent Head, Historia Numorum, p. 116)
Euainetos è uno dei pochi incisori di conii di questo periodo che ha firmato le sue opere.
Le monete firmate che ci sono giunte comprendono sia decadrammi, che tetradrammi e dracma. Appartengono per lo più alla monetazione di Siracusa, ma ci sono anche monete incise per Catania e per altre polis greche della Sicilia. La più nota moneta di Euainetos è il decadramma di Siracusa.

## Biografia
Viene considerato fra i maggiori incisori di monete dell'antichità ed operò nella Sicilia orientale disegnando monete per le zecche di Catania, Siracusa e Kamarina. Fra le monete da lui disegnate si ricorda una serie per la zecca di Siracusa raffiguranti delle teste di donna e fra queste quella della dea Aretusa, oggi ricordata nella Fonte Aretusa di Siracusa. Per la zecca di catania disegnò un emblema della divinità fluviale Amenano della quale esiste oggi una fontana a Catania. Per la zecca di Kamarina realizzò un bozzetto con il busto del dio fluviale Ippari.

## Il decadracma di Siracusa
Il decadracma è una grande moneta d'argento d'un valore di dieci dracme, con un peso tra i 43 e i 44 grammi e con un diametro di circa 3,5 - 3,8 centimetri. Al dritto era effigiata la testa della ninfa Aretusa, cinta di canne, con dei pendenti alle orecchie e una collana di perle, circondata da 2 - 4 delfini, intorno la legenda recita ΣΥΡΑΚΟΣΙΩΝ (dei Siracusani). La firma sulla moneta ha diverse collocazioni: nel decadramma si trova spesso sotto il delfino in basso, ma a volte l'irregolarità del tondello non permette di vederla. Al rovescio, una quadriga veloce condotta da un auriga coronato d'alloro da una Nike volante.

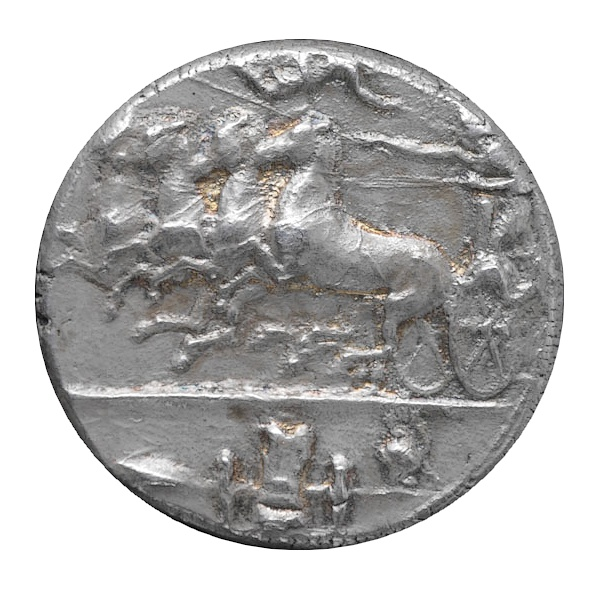
Rovescio di un esemplare in cattivo stato

Questo tipo, con la testa di Aretusa, ma con altri tipi al rovescio, esiste anche per valori minori. Il modello di Euainetos fu imitato anche da altre città greche e da Kimon, un altro incisore siracusano che ha firmato alcuni dei suoi conii.

## Contesto storico
L'emissione di queste monete prestigiose potrebbe essere motivata dalla commemorazione della vittoria di Siracusa su Atene nel 413 a.C., e le armi che si vedono in esergo illustrerebbero questa intenzione. Queste armi furono realmente assegnate ai vincitori dei giochi atletici detti dell'Assinaros, organizzati per celebrare questa vittoria.  Di fatto questo decadracma di Siracusa già in antichità fu considerato come il capolavoro della numismatica greca e resta ai giorni nostri un pezzo mitico che raggiunge prezzi record nelle vendite all'asta.
La testa di Aretusa di questa monete è stata il modello del biglietto di stato da 500 lire della repubblica italiana emesso dal 1966.